# كايل بريبوليك
كايل بريبوليك (بالإنجليزية: Kyle Prepolec؛ مواليد 30 أغسطس 1989) هو مُقاتل فنون قتالية مختلطة كندي.

## وصلات خارجية
- كايل بريبوليك على موقع يو إف سي (الإنجليزية)
- كايل بريبوليك على موقع بيلاتور (الإنجليزية)
- كايل بريبوليك على موقع شيردوغ (الإنجليزية)